# Småfjällig skoläst
Småfjällig skoläst (Malacocephalus laevis) är en djuphavsfisk i familjen skolästfiskar, som finns längs kontinentalsocklarna i de flesta av världens tempererade och tropiska hav.  

## Utseende
Som alla skolästfiskar har småfjällig skoläst ett stort huvud med avsmalnande kropp som slutar i en lång, smal, svansliknande stjärt. Den korta främre ryggfenan är högre än den långa bakre, men den senare är inte så kort som hos många andra skolästfiskar. Nosen är trubbig med en benknöl längst fram och käkarna är kraftiga. Fjällen är små och sträva på grund av en liten tagg på varje fjäll. Färgen är grå med silvriga sidor, svarta markeringar kring gällock och svart längst ner på buken. Fisken har ljusorgan framtill på buken. Den största konstaterade längden är 60 cm, även om den inte brukar överstiga 40 cm.

## Utbredning
I Västatlanten finns småfjällig skoläst från Florida till Brasilien, och österut till Karibiska havet; i östra Atlanten förekommer den från Island och Färöarna till Sydafrika. Den finns även i Indiska oceanen (från Arabiska halvön och Östafrika till Bengaliska viken och Maldiverna), Indonesien och Australien. Förutom kring Island har den i Skandinavien påträffats i Norge, Danmark och Sverige.

## Ekologi
Den lever vid kontinentalsocklarnas sluttningar på djup mellan 200 och 1 000 meter, vanligtvis på mellan 300 och 750 meter.

## Småfjällig skoläst och människan
Arten är föremål för ett småskaligt fiske där den används som industrifisk i produktionen av fiskmjöl och olja.